# District de Nam Sách
Nam Sách est un district de la  Province de Hải Dương dans la région du delta du Fleuve Rouge au Vietnam.

## Présentation

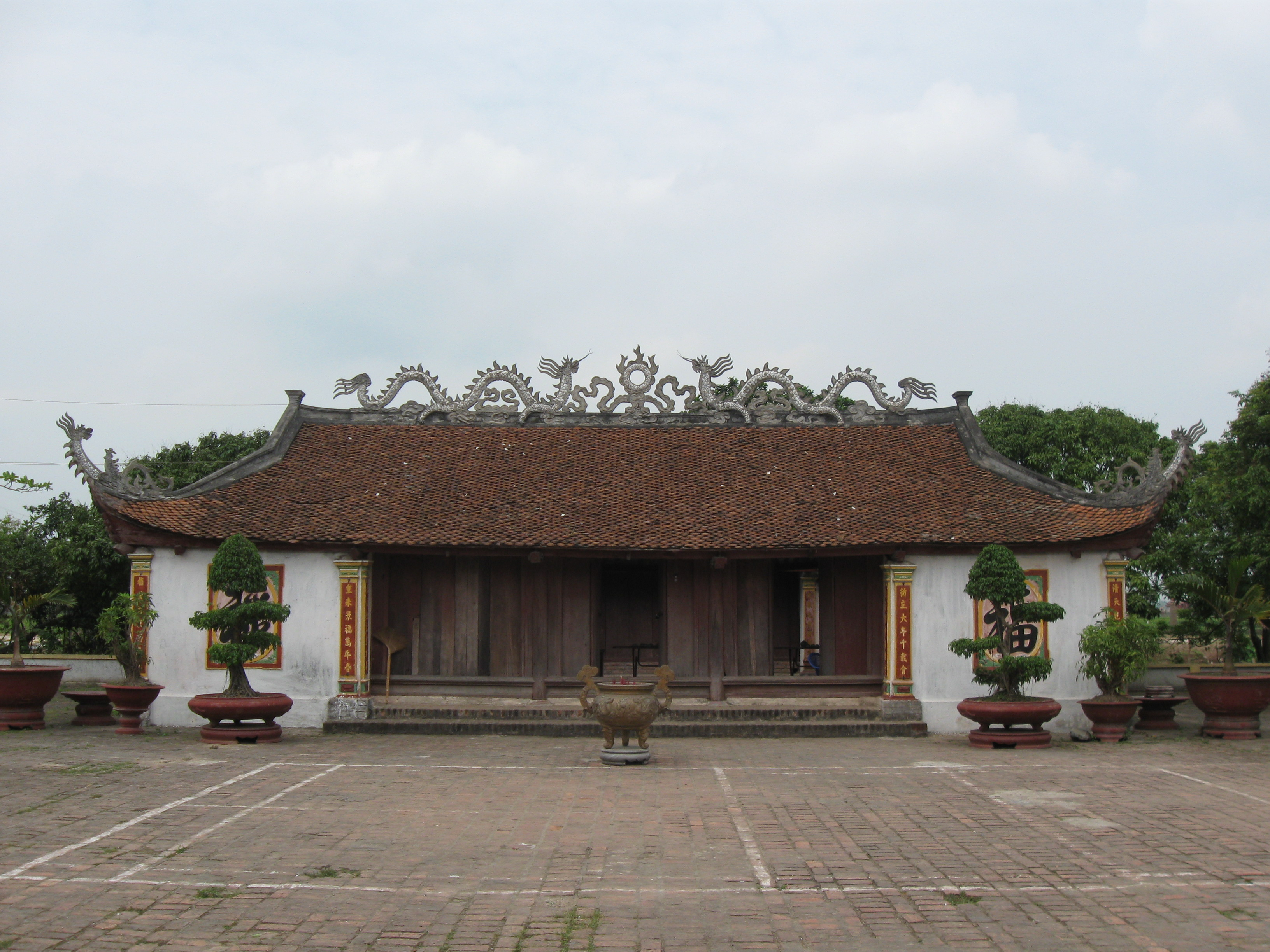
Temple de Mạc Đĩnh Chi.

Il a une superficie de 109,02 km2. Sa capitale est la ville de Nam Sach.
En 2009, la population du district est de 139 184 habitants.